# Melitograis
Melitograis is een monotypisch geslacht van zangvogels uit de familie honingeters (Meliphagidae). De enige soort:
- Melitograis gilolensis – Halmaheralederkop